# De Aar
Pour les articles homonymes, voir Aar.
De Aar (l'artère en néerlandais) est une ville d'Afrique du Sud, située dans la province du Cap-Nord. Elle est gérée par la municipalité locale de Emthanjeni au sein du district municipal de Pixley ka Seme. 
Située sur la ligne de chemin de fer entre Kimberley et Le Cap, De Aar est le deuxième plus important nœud ferroviaire du pays. Sa situation fut particulièrement stratégique pour les Britanniques durant la seconde guerre des Boers. 

## Historique
De Aar fut à l'origine une ferme appartenant à des Boers. La région n'avait connu jusque-là que les passages de tribus Khoikhoi. En 1881, la ferme fut rachetée par le gouvernement de la colonie du Cap pour en faire un centre ferroviaire, baptisé un bref laps de temps, Brounger Junction (du nom de l'ingénieur William Brounger à l'origine de la construction du chemin de fer). 
De Aar fut, par la suite, une ville de garnison et est actuellement le principal centre commercial de la région du Grand Karoo. 

## Démographie
Selon le recensement de 2011, De Aar compte 23 760 habitants (71,67 % de coloureds, 16,50 % de noirs et 10,44 % de blancs). La langue maternelle dominante dans la population est largement l'afrikaans (85,93 %).  
Dans le centre-ville historique, la proportion entre blancs et coloureds est quasi identique (38 %).